# Карш, Анна Луиза
Анна Луиза Карш (нем. Anna Louisa Karsch, урожденная Dürbach; 1 декабря 1722, Скомпе, Любушское воеводство — 12 октября 1791, Берлин) — немецкая писательница и поэтесса-самоучка известная своим современникам как «Die Karschin» и «немецкая Сапфо». Предположительно она стала первой немкой, «живущей на доходы от собственных литературных произведений».

## Биография
Анна Луиза родилась 1 декабря 1722 года в семье пивовара по фамилии Дюрбах прямо на молочной ферме; мать работала трактирщицей. В детстве пасла коров и, возможно, под влиянием красот природы начала сочинять стихи. В шесть лет ее забрал двоюродный дедушка, который научил ее читать и писать по-немецки и настолько хорошо, насколько знал латынь. Когда отец девочки умер, мать забрала ее обратно в семью и представила ей нового отчима. Отчим перевез семью в Тирштигель, где Дюрбах работала няней, пастухом и горничной у состоятельной женщины.

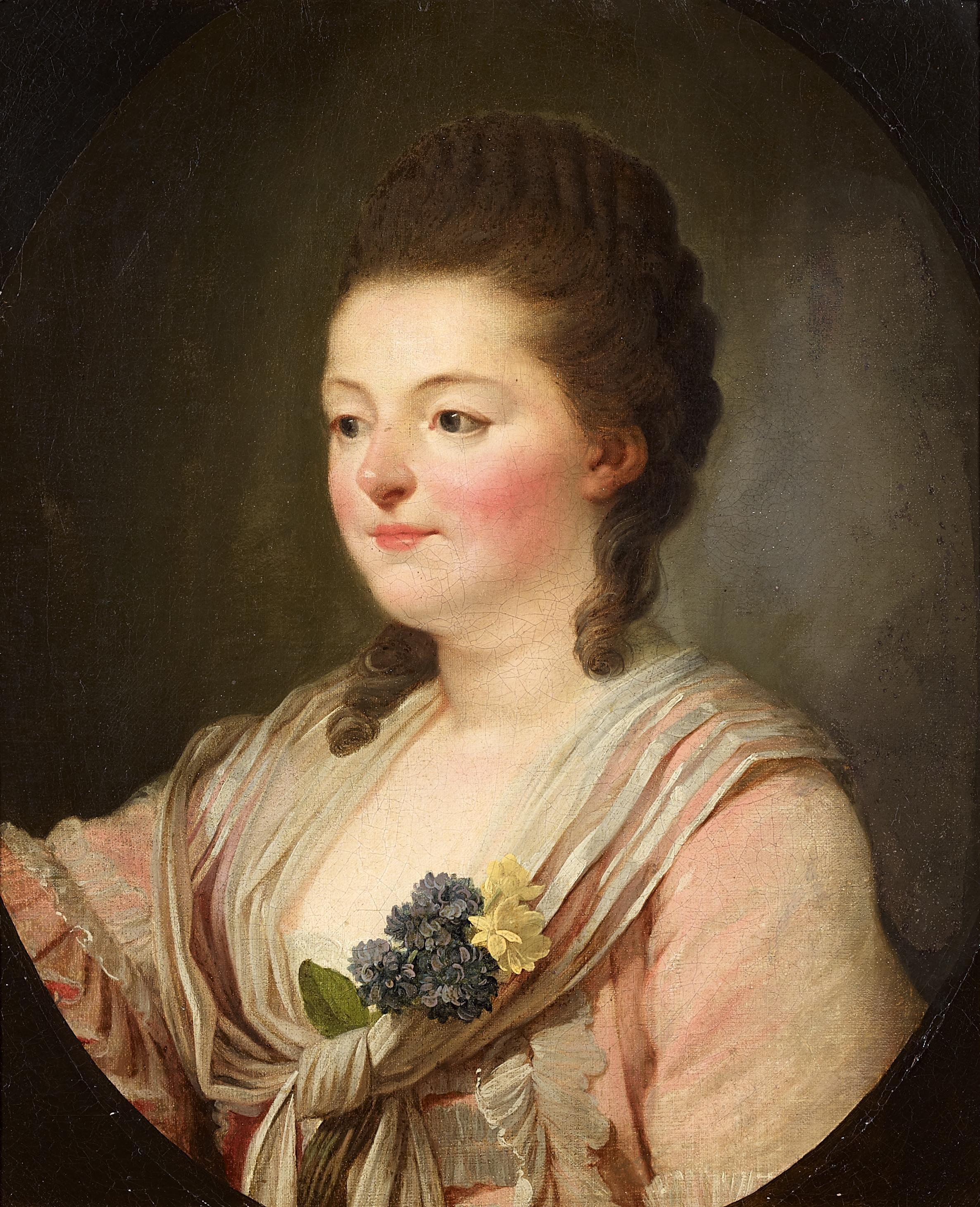
Анна Луиза в юности

В это время Анна Луиза познакомилась с пастухом, который снабжал её книгами. Ее отчим, недовольный ее чтением, ударил ее за «Lesesucht», что в переводе с немецкого означает «мания чтения». С тех пор она читала тайно. В 1738 году в возрасте 16 лет она вышла замуж за ткача по имени Хирсекорн (Гирзекорн) и родила двоих детей. В 1745 году, будучи беременной третьим ребенком, она получила первый развод в Пруссии. Развод оставил её без гроша в кармане, чему способствовала и её мать. Снова выйдя замуж, на этот раз за портного-алкоголика по имени Карш. Её второй муж отвез ее в центральную Польшу, а затем во Фрауштадт (ныне Всхова). Муж Карша большую часть времени пьянствовал и почти не работал. Таким образом оба её брака были несчастливы.
Однажды Карш написала стихотворение для вдовы и дочери трактирщика. На похоронах родственник увидел это стихотворение и отказался признать, что его могла написать женщина. Семья познакомила его с Карш, которая произвела на него большое впечатление. Родственник подарил Каршу сборник поэтических сборников и она «начала сочинять Gelegenheisdichtungen для свадеб и различных местных праздников». 

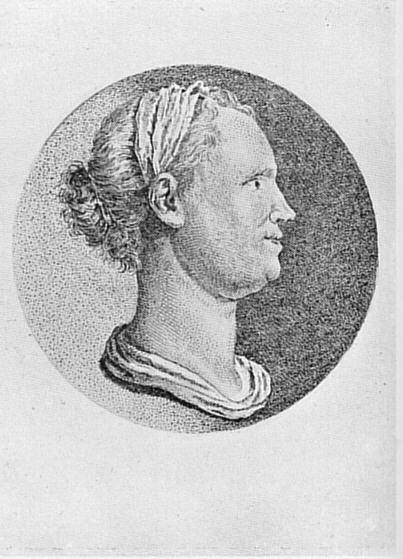
Анна Луиза Карш

Её стихи стали появляться в местных газетах Силезии, и у нее появилась группа последователей, в основном лютеранских пасторов и их жен. Ее поэтические таланты росли в культурных кругах пасторских домов. У ее стихов появилось много поклонников, что привело к связям, достаточным для поддержки финансовых трудностей ее семьи. 
В январе 1760 года Карш организовала отправку своего жестокого мужа-алкоголика в прусскую армию. Это дало Анне-Луизе Карш возможность достичь большего. Во время прусской кампании против Австрии в Силезии, известной как Силезские войны, Карш положительно отзывалась о прусском короле Фридрихе. Карш и король Фридрих непреднамеренно встретились, что вдохновило Карша написать о новых победах. Эти работы были так хорошо приняты, , что её, простую крестьянку, со всем уважением приглашали в самые богатые и влиятельные дома района. Любопытно, что сперва, Фридрих, вообще не признававший немецких поэтов велел ей вручить два талера, которые она с негодованием ему вернула; её предыдущий заказ изданный Глеймом под заглавием «Auserlesene Gedichte» (1764) принёс ей доход ровно в тысячу раз больший.
Двое младших детей Карша умерли за это время. Ее горе по ним, страх перед войной и отчаяние от финансовых трудностей привели ее к написанию «Klagen einer Witwe» («Печаль вдовы»). В 1761 году прусскому генералу так понравилась поэма, что он взял Карш и ее дочь к своей жене в Берлин и дал сыну Карш место в загородном имении. Она переходила из аристократического салона в другой, знакомясь с литературной элитой Пруссии. В столице она была принята в кружках Зульцера, Рамлера, Гагедорна, Мендельсона, Глейма и Лессинга. Она вошла в моду, все спешили заказывать ей стихотворения. 

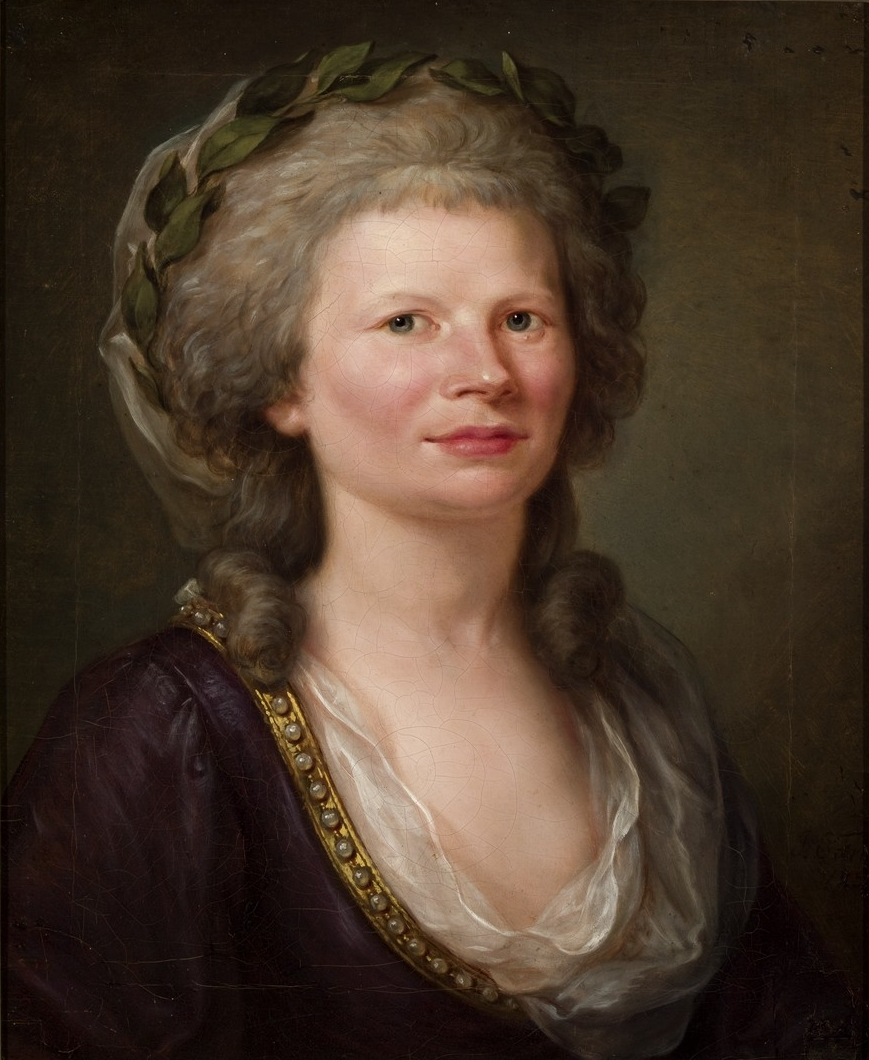
Каролина Луиза фон Кленке — дочь и поэтесса

Литературная знать была впечатлена её творчеством, сам Мозес Мендельсон высоко отзывался о Карш. Там, в Берлине, она получила титул «Немецкая Сапфо» от наставника и модели Иоганна Вильгельма Людвига Глейма. «Немецкая Сапфо» - это отсылка к архаичной греческой поэтессе Сапфо, писавшей лирические стихи. Карш влюбилась в Глейма, который, увы, не смог ответить на ее чувства. Однако Глейм опубликовал два тома своих стихов в 1764 и 1772 годах. Переписка Карш, особенно её письма к Глейму, часто рассматривается как ещё одно из ее литературных достижений.
По приглашениям она отправилась в Магдебург и Хальберштадт. Карш работала с сестрой короля в Магдебурге. Именно там Карш достигла пика своей популярности. Фридрих II согласился дать ей пенсию и построить для нее дом, но ее новизна при дворе пошла на убыль, и она стала испытывать финансовые трудности. После смерти короля она подошла к его преемнику, Фридриху Вильгельму II в 1787 году, и он согласился выполнить обещание предшественника, назвав ее «Deutschlands Dichterin» — немецкой поэтессой. Для Карша был построен дом, и она жила там, продолжая сочинять стихи до самой своей смерти 12 октября 1791 года. Ее мемориал можно увидеть на внешней стене церкви Святой Софии в Берлине.
Её дочь Каролина Луиза фон Кленке стала уважаемым поэтом и драматургом, а ее внучка Хельмина Кристина фон Шези (1783–1856; урожденная Вильгельмина фон Кленк) в Берлине, стала автором, чья пьеса «Розамунда» (1823) запомнилась тем, что Франц Шуберт написал для нее инструментальную музыку; она также была либреттистом оперы Карла Марии фон Вебера «Эврианта».